# Gesellschaft für Personzentrierte Psychotherapie und Beratung
Die GwG – Gesellschaft für Personzentrierte Psychotherapie und Beratung e.V. (bis 2012 Gesellschaft für wissenschaftliche Gesprächspsychotherapie) ist ein Fachverband für Personenzentrierte Psychotherapie und Beratung nach Carl Rogers. Der Verband wurde 1970 gegründet und hat seinen Sitz in Köln. Die Mitglieder sind in allen Bereichen der psychotherapeutischen und psychosozialen Versorgung sowie in der Beratung tätig. Zum Vorsitzenden wurde im März 2022 Till Schultze-Gebhardt gewählt, der als Diplom-Psychologe in Köln tätig ist.
Die GwG ist einer der größten europäischen Fachverbände für Psychotherapie und Beratung. Sie fördert und festigt den Personzentrierten Ansatz auf allen gesellschaftlichen Ebenen. Sie bietet Mitgliedern und Interessierten, die humanistische Grundhaltungen vertreten und verbreiten möchten, eine fachliche und persönliche Plattform. Als Fachverband wirkt die GwG an der Förderung einer menschlichen Gesellschaft und an der Humanisierung der Arbeitswelt mit. GwG-Mitglieder, aber auch Außenstehende, können die vielfältigen Service-Angebote der GwG nutzen. Die nachfolgend skizzierten Dienstleistungen umfassen sowohl praktische als auch wissenschaftliche Bereiche.

## Vernetzung
Die GwG schafft Netzwerke für ihre Mitglieder und bietet eine Plattform für verschiedene Kontakte und Dienstleistungen an:
- Die Mitglieder der GwG sind in Regionalversammlungen organisiert. Das bietet die Möglichkeit, aktiv zur Willensbildung des Verbandes beizutragen und die vielfältigen Gelegenheiten zu fachlichem und persönlichem Austausch zu nutzen.
- Auf der GwG-Internetseite haben die Mitglieder die Möglichkeit, eigene Bildungsangebote zu platzieren und abzurufen.
- Die GwG koordiniert Angebot und Nachfrage psychologischer, psychotherapeutischer und beraterischer Dienstleistungen sowohl bei individuellem Bedarf als auch in Universitäten, Verbänden, Unternehmen und Verwaltungen.

## Vermittlung
Die GwG vermittelt über die Suchfunktion auf ihrer Homepage und auf persönliche Anfrage
- bundesweit Gesprächspsychotherapeuten sowie im Personzentrierten Ansatz weitergebildete Kinder- und Jugendlichentherapeuten
- bundesweit Berater für psychosoziale Bereiche, für Fragestellungen in Organisationen und Verwaltungen, in Unternehmen und in Schulen, Referenten zu psychosozialen Themen, zur Psychotherapie und zu Beratungsthemen sowie Fortbildungen
- Supervisoren und Ausbilder, Dozentenund Lehrtherapeutenfür Psychotherapie und Beratung Kontakte und Kooperationen

Die GwG unterhält intensive Kontakte
- mit den Psychotherapeutenkammern
- zu anderen Verbänden u. a.: The European Association for Psychotherapy (EAP), Network of the European Association for Person-Centred and Experiential Psychotherapy and Counselling (PCE Europe), World Association for Person-Centred and Experiential Psychotherapy and Counselling (WAPCEPC), Österreichische Gesellschaft für wissenschaftliche, klientenzentrierte Psychotherapie und personorientierte Gesprächsführung (ÖGWG), Schweizerische Gesellschaft für Gesprächspsychotherapie und personzentrierte Beratung (pca. acp), Association pour le Developpement de L’Approche Centre sur la Personne selon Carl R. Rogers (ACP-France)
- zur Deutschen Gesellschaft für Beratung (DGfB), deren Vorbereitung und Gründung von der GwG initiiert und betrieben wurde und an deren Ausgestaltung sich die GwG als Mitglied aktiv beteiligt

Die Gesellschaft fungiert als Herausgeberin der Fachzeitschrift Gesprächspsychotherapie und Personzentrierte Beratung.